# Bindenuhu
Der Bindenuhu (Ketupa shelleyi, Synonym: Bubo shelleyi), gelegentlich auch Sperberuhu genannt, ist eine Art aus der Familie der Eigentlichen Eulen. Er kommt ausschließlich in West- und Zentralafrika vor und gilt als eine ausgesprochen seltene Uhuart. Die Zerstörung seines Lebensraums gilt als ein Faktor, der sich auf den Fortbestand der Art besonders stark auswirkt.

## Merkmale
Der Bindenuhu ist eine ausgesprochen große Uhuart und erreicht eine Körpergröße zwischen 53 und 61 Zentimetern. Er ist auf der Körperoberseite dunkel mit blassen Querstreifen. Die Unterseite ist weißlich mit dunklen Querstreifen. Der Gesichtsschleier ist weißlich mit konzentrischen bräunlichen Linien. Die Federohren sind verhältnismäßig kurz. Die Augen sind braun. Die Läufe und Zehen sind befiedert. Der Schnabel ist blass hornfarben.
Es bestehen nur wenige Verwechslungsmöglichkeiten mit anderen Uhus. Alle anderen Arten im Verbreitungsgebiet sind deutlich kleiner. Der Guineauhu ist außerdem bräunlicher und hat keine befiederten Zehen. Der Schwachschnabeluhu hat blassgelbe Augen und seine Zehen weisen gleichfalls keine Federn auf.

## Verbreitung und Lebensraum
Das Verbreitungsgebiet des Bindenuhus erstreckt sich über das tropische West- und Zentralafrika: Guinea, Liberia, Ghana, Kamerun, Gabun und den Nordosten des Kongos. Er ist ein Standvogel, der überwiegend Primärwälder der Tiefebenen besiedelt, wo er bevorzugt an Waldrändern und entlang der Flüsse vorkommt.

## Lebensweise
Der Bindenuhu ist nacht- und dämmerungsaktiv. Er übertagt im dichten Blattwerk von Bäumen und wählt gelegentlich Ruheplätze, die nur knapp oberhalb des Bodens liegen. Seine sehr gut ausgebildeten Krallen lassen darauf schließen, dass zu seinem Beutespektrum auch mittelgroße Säuger und Vögel gehören. Belegt ist der Fang eines großen Flughörnchens durch einen Bindenuhu. Ein in menschlicher Obhut gehaltener Bindenuhu benötigte pro Tag 110 Gramm Fleisch.
Über die Fortpflanzungsgewohnheiten des Bindenuhus ist nur sehr wenig bekannt. Im Kongo wurde ein Nestling im September gefunden und ein gerade flügge gewordener Jungvogel im April. In Liberia lassen Bindenuhus ihren Gesang sowohl im Oktober als auch zwischen Februar und April hören.